# Фердинанд IV (великий герцог Тосканы)
Фердинандо IV (итал. Ferdinando IV d' Asburgo-Lorena; 10 июня 1835, Флоренция — 17 января 1908, Зальцбург) — последний великий герцог Тосканы, номинально правивший с 21 июля 1859 года по 22 марта 1860 года. Глава тосканской линии Габсбург-Лотарингского дома и титулярный великий герцог Тосканский (22 марта 1860 — 17 января 1908).

## Биография
Родился 10 июня 1835 года во Флоренции. Старший сын Леопольда II (1797—1870), великого герцога Тосканского (1824—1859), и принцессы Мария-Антония Бурбон-Сицилийской (1814—1898).
В 1859 году, вследствие революции во Флоренции, ему пришлось бежать вместе с отцом и со всей семьей в Австрию. Отречение его отца от великогерцогского престола (21 июля 1859 года) сделало его Великим герцогом, но только номинально — 22 марта 1860 года Тоскана была присоединена к Сардинскому королевству. Великое герцогство Тосканское официально прекратило своё существование.
Фердинанд Тосканский провел остаток своей жизни в изгнании в Австрии. С 1868 года в летнее время проживал на «Вилла Тоскана» в городе Линдау, расположенном на берегу Боденского озера. А зимние месяцы он проводил в старой резиденции в Зальцбурге, которую предоставил ему австрийский император Франц Иосиф I.
72-летний Фердинанд Тосканский скончался в Зальцбурге 17 января 1908 года.

## Семья
Великий герцог Тосканский Фердинанд был дважды женат. 24 ноября 1856 года в Дрездене он женился первым браком на принцессе Анне Марии Саксонской (1836—1859), четвертой дочери короля Саксонии Иоганна I (1801—1873) и Амалии Августы Баварской (1801—1877). Супруги имели в браке одну дочь:
- Эрцгерцогиня Мария Антуанетта Австрийская' (1858—1883), настоятельница монастыря Терезия в Градчанах (Прага)

11 января 1868 года вторично женился во Фрохсдорфе на принцессе Алисе Бурбон-Пармской (1849—1935), младшей дочери Карла III, герцог Пармского (1823—1854), и принцессы Луизы Марии Терезы Французской (1819—1864), старшей дочери Шарля Фердинанда, герцога Беррийского, и принцессы Каролины Фердинанды Луизы Бурбон-Сицилийской. Дети от второго брака:
- Эрцгерцог Леопольд Фердинанд Австрийский (2 декабря 1868 — 4 июля 1935). Он отрекся от своего титула 29 декабря 1902 года и принял фамилию — Леопольд Вёльфлинг. Был трижды женат морганатическими браками, но детей не имел.
- Эрцгерцогиня Луиза Австрийская (2 сентября 1870 — 23 марта 1947), 1-й муж (1891—1903) наследный принц Фридрих Август Саксонский (1865—1932), 2-й муж (1907—1912) итальянский музыкант Энрико Тоселли (1883—1926)
- Эрцгерцог Иосиф Фердинанд Австрийский (24 мая 1872 — 25 мая 1942), титулярный великий герцог Тосканский (1908—1921). Дважды женат морганатическими браками. От второго брака имел сына и дочь
- Эрцгерцог Петер Фердинанд Австрийский (12 мая 1874 — 8 февраля 1948), титулярный великий герцог Тосканский (1921—1948). Был женат с 1900 года на принцессе Марии Кристине Бурбон-Сицилийской (1877—1947), от брака с которой у него было четверо детей.
- Эрцгерцог Генрих Фердинанд Австрийский (13 февраля 1878 — 21 мая 1969), генерал-майор австрийской армии. Был женат с 1919 года на Марии Каролине Лудешер (1883—1981), трое детей.
- Эрцгерцогиня Анна Мария Терезия Австрийская (17 октября 1879 — 30 мая 1961), муж с 1901 года Иоганн цу Гогенлоэ-Бартенштейн (1863—1921). Их внучка Генриетта Гогенлоэ-Бартенштейн (род. 1938) вышла замуж за Ганса Фейта, графа Тёрринг-Йеттенбах (род. 1935), сына Елизаветы Греческой и Датской (1904—1955).
- Эрцгерцогиня Маргарита Австрийская (13 октября 1881 — 30 апреля 1965)
- Эрцгерцогиня Джермена Австрийская (11 сентября 1884 — 3 ноября 1955)
- Эрцгерцог Роберт Сальватор Австрийский (15 октября 1885 — 2 августа 1895)
- Эрцгерцогиня Агнесса Мария Австрийская (26 марта 1891 — 4 октября 1945)